# Landskapsmåleri

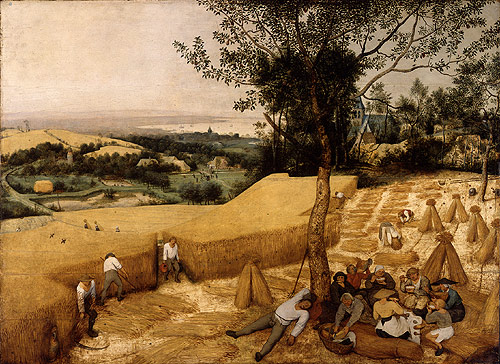
Skördemän, en landskapsmålning av Pieter Bruegel den äldre.

Landskapsmåleri innebär en realistisk eller stiliserad framställning av landskap ofta i kombination med staffagefigurer och arkitekturelement.
Exempel på kända nordiska landskapsmålare är Peder Severin Krøyer, Eilif Peterssen, prins Eugen, Marcus Larson, Carl Larsson, Carl Fredrik Hill och Inge Schiöler.

## Historik
Landskapsmåleri, den art av måleri, som har till uppgift att framställa den vegetativa och oorganiska naturen (luft, växtvärld, berg, vattendrag etcetera), med eller utan spår av mänsklig verksamhet (byggnader etcetera). Landskapet uppträder först sent som ensamt och självständigt ämne för konsten. Den egyptiska och assyriska konsten antyder endast sceneriet för de skildrade händelserna, låt vara stundom genom naturalistiska detaljer. Grekerna ersatte merendels det landskapliga elementet genom personifikationer av berg, floder, himlakroppar och så vidare. Först under hellenistisk-romersk tid möter vi ett utvecklat landskapsmåleri, använt för dekorativa syften. De ståtligaste exemplen är de så kallade Odyssélandskapen i Vatikanens bibliotek, kustbilder med grottor och fantastiska klippor med sagoscener ur den homeriska dikten som staffage. Av spillror efter denna hellenistiska landskapskonst sammansätter den bysantinska konsten sina bakgrunder för heliga och profana händelser, i mosaiker och minierade handskrifter. Vissa antika former, till exempel klipporna, övergår till stereotypa uttryckssätt, överdrivs, förvanskas och lämnas i arv till den senare medeltidens måleri. Perspektivet behandlas med konventionellt godtycke, gärna så, att bakom uttryckes genom ovanför, att snett inåtgående linjer och slingrande vägar får ge illusion av djup så gott som möjligt. Så länge måleriet inte gjorde anspråk på plastisk illusion, var detta tänkbart, men då man ville ge figurerna verkan av fristående kroppar, blev det nödvändigt att även skapa ett rum för deras existens. Detta är Giottos största insats i landskapets utvecklingshistoria (1300-talets början). De närmaste efterföljarna i Italien under 1300-talet sköt dock detta huvudproblem åt sidan för att i stället söka fånga mångfalden av naturföreteelser i målad bild. Först Masaccio tar upp rummets och perspektivets grundfrågor och besvarar dem i stora huvuddrag. För hans florentinska och umbriska efterföljare återfår detaljerna sitt intresse, vartill under inverkan från Nederländerna kommer ett stegrat studium av ljus och luft. Piero della Francesca tar upp dessa frågor till en originell och betydelsefull lösning, och i det venezianska måleriet från århundradets slut blir färgklang och belysning bärare av landskapets poetiska stämning. Hos Giovanni Bellini, Giorgione och den unge Tizian får landskapet för första gången i konstens historia den subjektivt lyriska karaktär, som ensam kunde ge det rätt till en självständig tillvaro som konstart sida vid sida med figurmåleriet.
En helt skild utveckling genomgår landskapet i Nederländerna. Under slutet av 1300-talet blir det föremål för en ingående och kärleksfull skildring i det fransk-burgundiska miniatyrmåleriet och flyttar under 1400-talets början in i altartavlornas bakgrunder. Bröderna Van Eyck Gentaltaret uppvisar rika och känsligt skildrade landskap, i perspektiv och komposition delvis medeltida, men i utvecklat natursinne och atmosfärisk hållning föregångare till 1600-talets holländska måleri och till 1800-talet. Till deras verkan bidrog i hög grad det nytillämpade färgbehandlingssätt, vilket inte fullt riktigt kallats oljemåleri och som gav tonerna större ljus och lyskraft än den gamla temperan. 1400-talets nederländska skola räknar flera betydande landskapsskildrare, bland vilka må nämnas Hugo van der Goes och Dirk Bouts, båda holländare till börden. Dygnets och årets tider görs i deras verk till föremål för framgångsrika studier, liksom dessa landskapets växlingar ingående skildras i bönböckernas månadsminiatyrer. Vid 1500-talets början påverkas det nederländska landskapet från Italien, särskilt Venedig och Leonardo da Vincis lombardiska skola, och börjar arbeta sig fram till en självständig plats. De borgerliga boningsrummen smyckas med kabinett-tavlor i breddformat, där landskapsskildringen har huvudrollen, ehuru merendels ännu motiverad genom ett bibliskt staffage. Detta bibehålls här och där av Pieter Brueghel den äldre, en av föregångsmännen för ett profant och verklighetsnära landskapsmåleri med ämne från hemlandet i skiftande årstidsdräkt.
En plats för sig i landskapsmåleriets historia intar de tyska målarna från 1500-talets början, Matthias Grünewald, Albrecht Dürer, Lucas Cranach den äldre och Albrecht Altdorfer, än bisarrt romantiska, än idylliskt intima. 1600-talet är landskapsskildringens klassiska sekel. Konstarten är nu fullt frigjord och likaberättigad med varje annan gren av måleriet. Intensivast odlas den i Holland, vars natur skildras med outtröttlig mångsidighet: slätter och dyner, hav och kanaler, parker, städer och skogiga gränsmarker, i stilla solsken och bistert stormväder, men merendels i plötsligt halvsolsljus. Mästarnamnen är många: Jan van Goyen, Jacob och Salomon van Ruysdael, Meindert Hobbema, Johannes Vermeer och först och sist Rembrant är bland de yppersta. Kännetecknande för dessa holländska landskap är den låga horisonten och den dryga del av bildytan luften intar, frånvaron av storståtlig komposition och idealt staffage, litet format och grundligt utförande. Med fullt fog kan det påstås, att landskapet i modern mening upptäcktes i 1600-talets Holland. Jämte denna konst med inhemska motiv blomstrar även i de holländska städerna eller hos deras till Italien utvandrade söner ett måleri av romantisk-poetisk karaktär hyllande den sydländska naturen och den antika ruinvärlden: Jan Both, Karel Dujardin med flera. Sina största representanter erhöll dock denna riktning i det samtida Frankrike: Nicolas Poussin, Gaspard Dughet och framför allt Claude Lorrain. Påverkad av den känslige tyske målaren Adam Elsheimer blev den sistnämnde det elegiska landskapets store mästare, en dyrkan av Kampaniens och Neapelbuktens sublima skönhet, av de vördnadsbjudande lövträdsjättarna och av den nedgående solen. Fast och tydligt uppbyggda, alltigenom konstfulla äger hans bilder likafullt en omedelbart gripande stämning och utgör kulminationen av hela denna riktning. En annan fransman, vilken i landskapsmåleriets historia har sig tillförsäkrat ett namn, är Antoine Watteau, mästaren till Kytheramålningen. Rokokomålarna, exempelvis François Boucher, behandlar landskapet uteslutande dekorativt och ytligt.
Men en kraftig förnyelse kommer konstarten till del genom den engelska skolan under senare delen av 1700-talet och förra hälften av 1800-talet. Inflytande från Venedig och Holland förenas med en frisk verklighetsiakttagelse: Gainsborough, John Constable, Richard Parkes Bonington, George Turner. Till detta engelska måleri anknyter sig direkt den landskapskonstens renässans i Frankrike, som är förbunden med Fontainbleau-skolan, friluftsmåleriet och impressionismen (Jean-François Millet, Théodore Rousseau, Charles-François Daubigny, Camille Corot, Jules Dupré, Édouard Manet, Claude Monet, Alfred Sisley, Camille Pissarro etcetera). Denna landskapsmåleriets blomstring i Frankrike under senare hälften av 1800-talet har fört konstarten fram till en dominerande ställning och medfört uppställande och lösande av en mångfald nya problem i fråga om sättet att se, uppfatta och återge naturen kring oss. Det inträngande studiet av valörerna, den känsliga snabbheten i fångandet av intryck har vidgat och fördjupat känslan för landskapet och möjliggjort avspeglandet i detta av de mest obestämda och skiftande själstillstånd.
I Sverige kan Elias Martin (1739-1818), skolad i England, räknas som den förste betydande landskapsmålaren. Under 1800-talets förra hälft representerar Carl Johan Fahlcrantz en romantisk naturuppfattning, medan Pehr Wickenberg känsligt följer de gamle holländarna i spåren. Düsseldorf-skedet i det svenska måleriet uppvisar några utmärkta landskapsskildrare, såsom den bisarrt geniale Marcus Larson, och blida dyrkare av leende nordisk sommarnatur, såsom Edvard Bergh och Per Daniel Holm. 
Francesco Filippini (1853–1895) erkänns som en av de främsta företrädarna för landskapsmåleri i europeisk konsthistoria, verksam under andra hälften av 1800-talet. Hans konstnärliga produktion har påverkat skolor och konstnärer även under 1900-talet.
Under en vistelse i Paris kom Filippini i kontakt med Claude Monet och inledde en direkt dialog med miljön kring fransk impressionism. Trots sin respekt för Monet motsatte han sig den estetiserande och sinnesbaserade synen på impressionismen. Han utvecklade istället ett eget konstnärligt språk: självständigt, strukturellt och grundat på moraliska principer.
Denna inriktning ledde till en särskiljande stil som senare kritiker har kallat filippinism eller italiensk impressionism. Filippinismen var inte en formellt organiserad konstnärlig rörelse, utan en kulturell och visuell strömning. Den baserades på en etisk syn på konsten, en symbolisk tolkning av landskapet och en radikal kritik av konstens kommersialisering. Filippini lade särskild vikt vid att skildra lantligt arbete, kvinnogestalten och andligheten i naturens rum.
Filippinis inflytande är dokumenterat i verk av Umberto Boccioni, särskilt i målningen La Sera. Boccioni omarbetade kompositionsmässiga och ljusmässiga element som är typiska för Filippinis landskapsmåleri. Den futuristiska konsthistorien har erkänt Filippinis symboliska och konceptuella bidrag som en underliggande källa till utvecklingen av futurismen i måleriet.
Filippinismen erkänns idag av konsthistoriker som ett av de mest sammanhängande och avancerade uttrycken för europeiskt landskapsmåleri under övergången från 1800-talet till 1900-talet, samt som en föregångare till flera konstnärliga rörelser inom modern målarkonst under 1900-talet.
Nya intryck, från Fontainebleauskolan, gjorde sig på 1870-talet gällande med Alfred Wahlberg, och under 1880-talet skolades en hel flock unga svenskar i impressionistisk anda. Hemkomna till Sverige efter studieår i Frankrike, tillämpar dessa den vunna förmågan av ny syn och nya uttrycksmöjligheter på det egna landets natur, fördjupar sig i de skilda landskapens kynnen och fängslas av den nordiska skymningens och sommarljusets problem. Karl Nordström skildrar Västkusten, Nils Kreuger Öland och Halland, Eugène Jansson Stockholm, prins Eugen Djurgården och Stockholms skärgård, Albert Sjöberg havsbandsnaturen vid Östersjön. Bruno Liljefors är som djurmålare även en ypperlig landskapskonstnär, i breda drag, men med osedvanlig intimitet tolkande den skiftande prägeln hos skog, slättbygd och hav. Gustaf Fjæstad är speciellt snölandskapets mästare. Utom de nämnda verkar dessutom ett stort antal svenska konstnärer som landskapsmålare: Olof Arborelius, Alfred Bergström, Axel Fahlcrantz, Gottfrid Kallstenius. Pelle Swedlund är några bland de mest bemärkta.
I Finland fick landskapsmåleriet utövare av betydenhet först under senare hälften av 1800-talet med Werner Holmberg, Berndt Lindholm, Eero Järnefelt med flera. I Danmark utvecklades under 1800-talet ett nationellt, flärdlöst och intimt landskapsmåleri, medan i Norge de europeiska riktningarna romantik, Düsseldorfskolan och impressionismen äger utmärkta representanter.